# Instabilité thermo-diffusive
L'instabilité thermo-diffusive est une instabilité de combustion qui existe dans les flammes pré-mélangées et dans les flammes de diffusion et qui est due à l'écart de vitesse entre la diffusion du combustible et la diffusion thermique, caractérisé par une valeur du nombre de Lewis différente de l'unité.
Ce mécanisme a été découvert par Iakov Zeldovitch en 1944 pour expliquer les structures cellulaires apparaissant dans les flammes pauvres en hydrogène. La théorie quantitative de la stabilité des flammes prémélangées a été développée par Gregori Sivachinski (1977), Guy Joulin et Paul Clavin (1979) et, pour les flammes de diffusion, par Jong S. Kim et Forman Williams (1996, 1997),,,.
Le mécanisme d'instabilité est identique à celui de la morphogenèse chimique décrite par le modèle de Turing (en).

## Relation de dispersion pour la flamme prémélangée
Pour écarter de l'analyse l'instabilité de Darrieus-Landau et l'instabilité de Rayleigh-Taylor qui peuvent se superposer au phénomène, on néglige la dilatation thermique et on utilise pour l'écoulement gazeux l'approximation incompressible. Par ailleurs, on utilise un modèle de chimie à une seule étape. Le système ainsi obtenu est appelé approximation thermo-diffusive et a été introduite par Grigori Barenblatt, Iakov Zeldovitch et A. G. Istratov en 1962.
On introduit une perturbation de la nappe plane de la forme {\displaystyle e^{i\mathbf {k} \cdot \mathbf {x} _{\bot }+\sigma t}}, où {\displaystyle \mathbf {x} _{\bot }} est la coordonnée transversales portée par le front de flamme, {\displaystyle t} est le temps, {\displaystyle \mathbf {k} } est le vecteur d'onde de la perturbation. L'écriture de la relation de dispersion du système permet de connaître le taux de croissance temporelle {\displaystyle \omega } de la perturbation est donné par la relation implicite, :
{\displaystyle 2\Gamma ^{2}(\Gamma -1)+l(\Gamma -1-2\omega )=0}
où {\displaystyle \Gamma ={\sqrt {1+4\omega +4k^{2}}}}, {\displaystyle l=(Le-1)/\beta }, {\displaystyle Le} est le nombre de Lewis du combustible et {\displaystyle \beta } est le nombre de Zeldovitch. Cette relation fournit en général trois racines pour {\displaystyle \omega }. La zone de stabilité est limitée par les courbes dans le plan {\displaystyle (l,k)} d'équations suivantes :
{\displaystyle 8k^{2}+l+2=0,\quad 256k^{4}+(-6l^{2}+32l+256)k^{2}-l^{2}+8l+32=0}
La première courbe est associée à la condition {\displaystyle \Im \{\omega \}=0} et sépare la région du mode stable de la région correspondant à instabilité cellulaire.
La deuxième courbe correspond à {\displaystyle \Im \{\omega \}\neq 0}. Elle limite la région d'instabilité itinérante ou instabilité pulsatoire.